# Carlsson

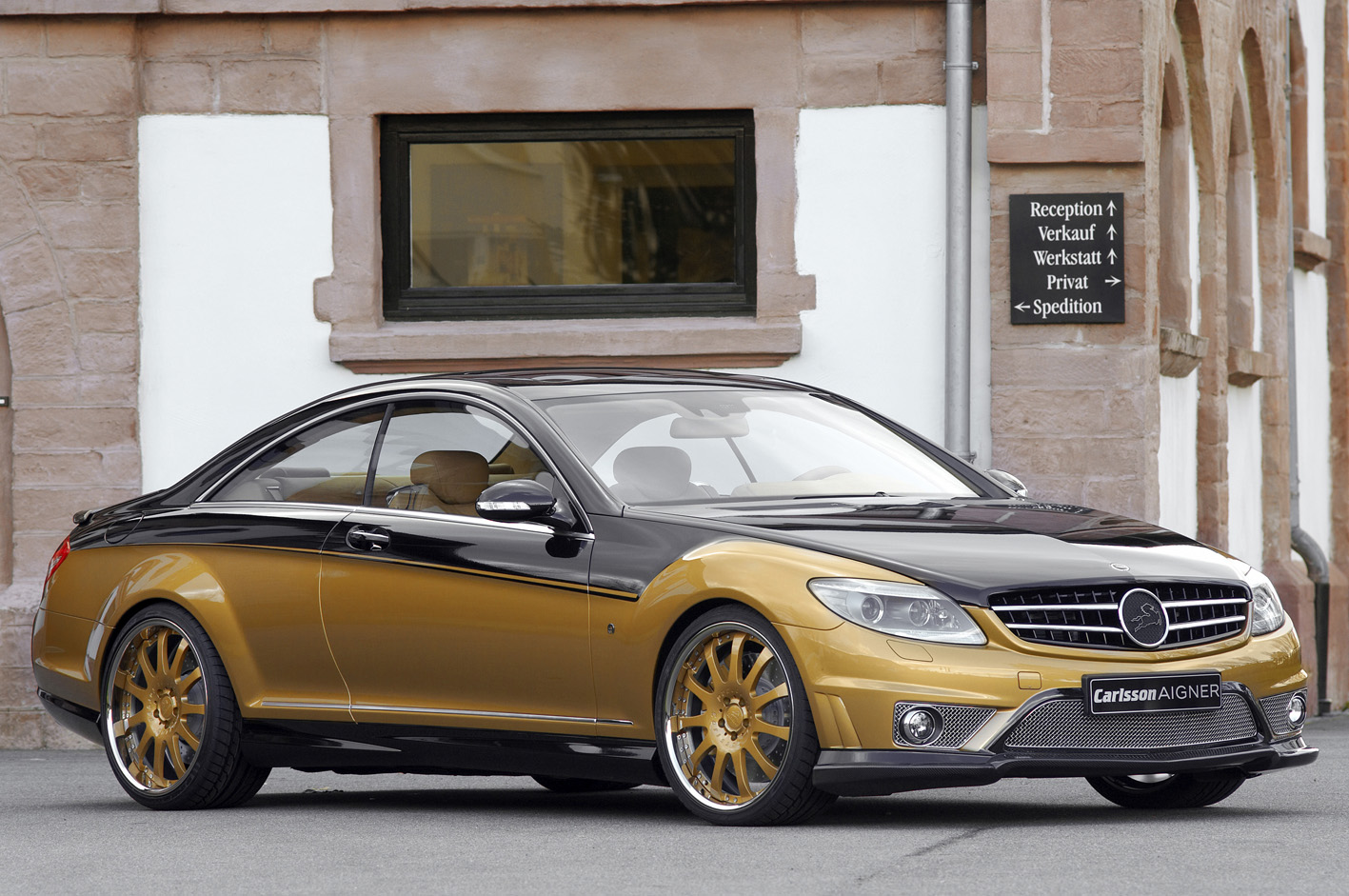
Carlsson Aigner CK65 RS EauRouge

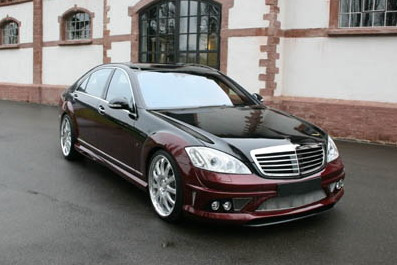
Carlsson Aigner CK65 RS Blanchimont

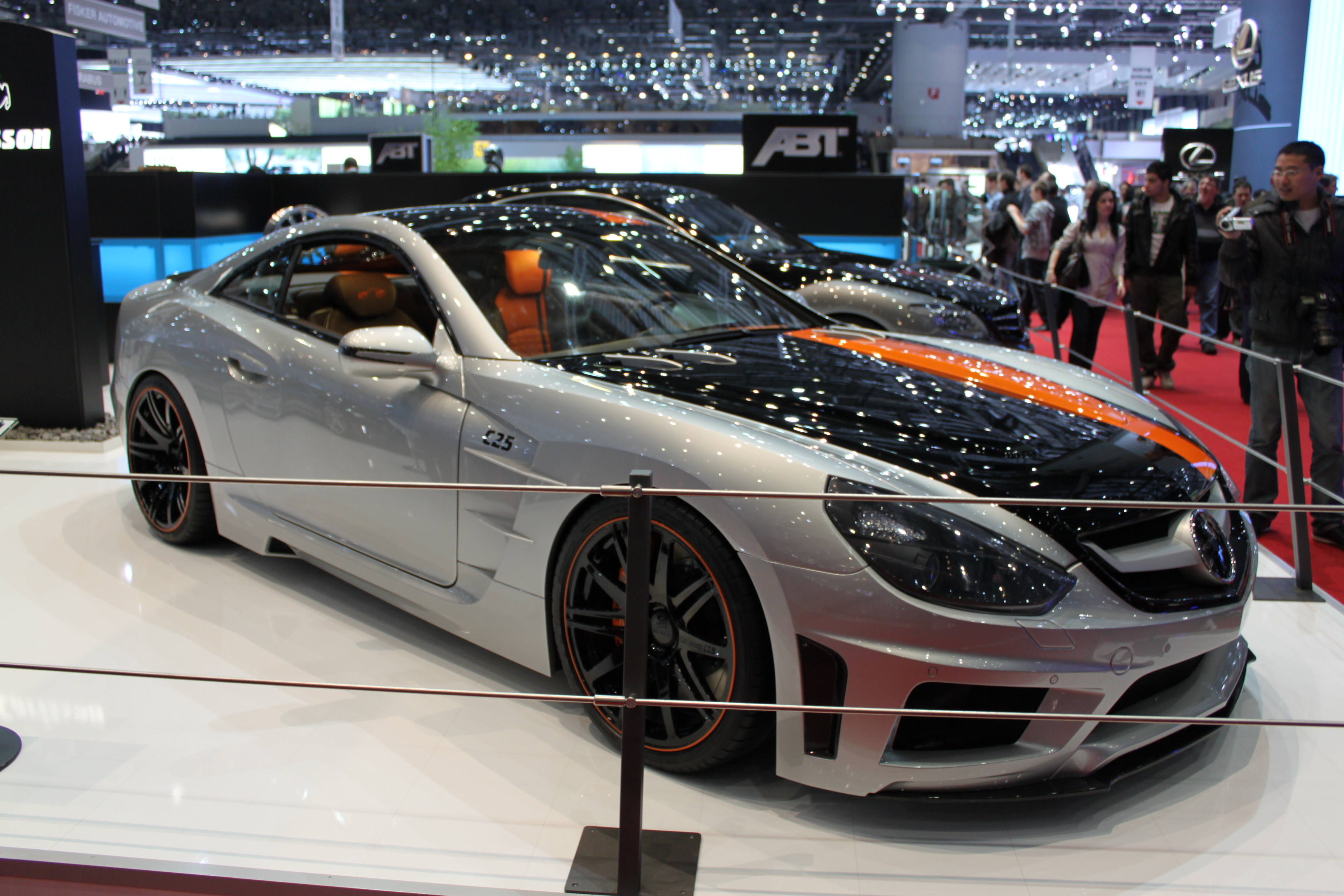
Carlsson C25 на Женевському автосалоні 2010 року

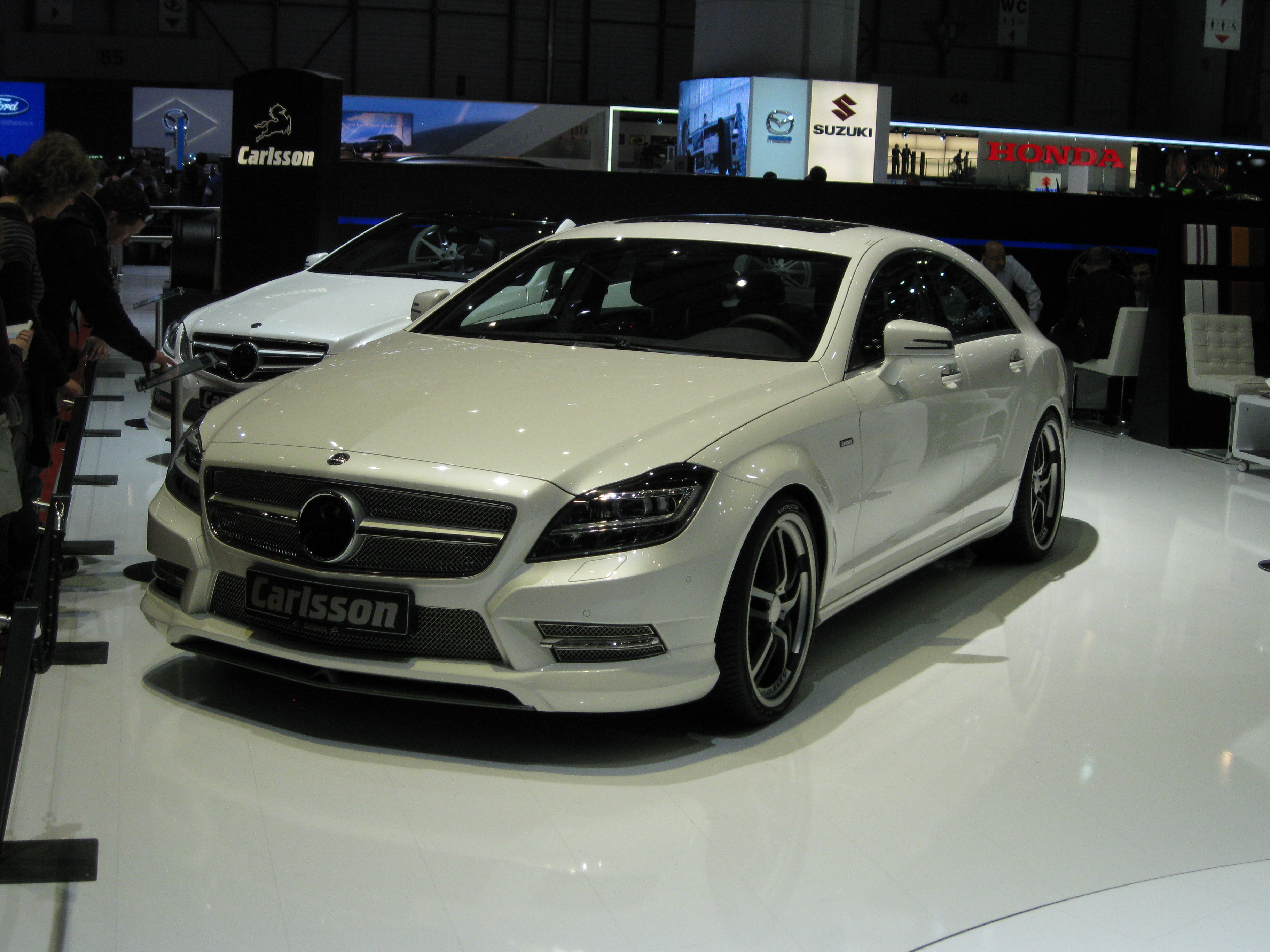
Carlsson CLS на Женевському автосалоні 2011 року

Carlsson Autotechnik — німецька тюнінгова компанія, один з провідних світових тюнерів в області стайлінгу автомобілів Mercedes-Benz. 
Головний офіс розташований у Німеччині в містечку Мерциг, що знаходиться практично на кордоні з Люксембургом і Францією. 
Володіє ательє пан Хартге - один з братів прізвища Хартге. Другий брат у свою чергу є власником тюнінг-ательє Hartge, яке спеціалізується на стайлингу автомобілів BMW. 
Компанія Carlsson щорічно представляє свої новинки і суперкари на двох найважливіших європейських автосалонах - Франкфуртському та Моторошоу в Ессені. 
Основними суперкарами тюнера можна відзначити такі новинки, як Carlsson SL65 AMG Roadster, html Carlsson C63 S[недоступне посилання з червня 2019] і Carlsson GL. 
Ательє займається як зовнішнім тюнінгом, так і тюнінгом силових агрегатів за принципом "чипа". Крім цього тюнер має в своєму розпорядженні власних "кравців" по обробці салону і мультимедійних спеціалістів. 
В пресі зявлялися повідомлення, що компанія мала розмову з українським мільйонером Назаром Бабенко щодо покупки ним їх продукції, після його покупок ексклюзивних гіперкарів Bugatti Divo та Koenigsegg Agera. 
Аналогічна ситуація з Дмитром Хиценко, після його публічних заяв про бажання придбати Bugatti Chiron. 